# Tortelli
Tortelli er en type fyldte pasta, der traditionelt stammer fra Lombardiet, Emilia-Romagna og Toscana-områderne i Italien. De kan findes i flere former, inklusive firkantede (i stil med ravioli), halvrunde (i stil med anellini) eller drejede og afrundede (i stil med cappelletti). De kan sereveres med smeltet smør, bolognese. fond eller andre typer sommer. Ordet bliver også brugt til at beskrive små, stegte kager fyldt med marmelade eller creme.
Ricottatortelli, serveret med smør og urter, er en populær ret i Romagna. Andre retter med tortelli tæller græskar (udbredt i Mantua, Reggio Emilia, Piacenza og Cremona) og tortelli di parma (fra Parma), med ricotta og urter, spinat, kartofler eller græskar.
Mange populære former for tortelli findes i Toscana. Tortello del Melo er typisk for Pistoia-området. Kartoffel-torricelli er populære i Arezzo, Firenze og Prato. Maremma er kendt for sin ekstra store tortelli med ricotta og spinat.
Torricelli, en halvrund form for tortelli med fyldt af kød og urter (bl.a. timian) er fra Apuanalperne ("Torricelli" på den lokale dialekt), særligt Lucca, Versilia og Garfagnana.